# Vương Chấn Vũ
Vương Chấn Vũ (giản thể: 王振宇, bính âm: Wáng Zhènyǔ) là nguyên Vụ trưởng Vụ Thông tin thuộc Bộ Ngoại giao Cộng hòa Nhân dân Trung Hoa, Từ tháng 4 năm 1985 đến tháng 10 năm 1988 ông được bổ nhiệm làm Tổng Lãnh sự Trung Quốc tại Nagasaki, Nhật Bản. Ông từng làm việc tại Văn phòng các Vấn đề Đài Loan của Quốc vụ viện, Trưởng ban Đài Loan tại phân xã Tân Hoa Xã tại Hồng Kông. Trong năm, 1984-1985 ông giữ vai trò phát ngôn viên Bộ Ngoại giao Trung Quốc. 